# Sayyad-2
Die Sayyad-2 (deutsch für ‚Jäger 2‘) ist eine  Flugabwehrrakete mittlerer Reichweite aus iranischer Produktion, die im Jahr 2013 der Öffentlichkeit vorgestellt wurde. Erstmals erwähnt wurde sie in Militärkreisen im April 2011.

## Technik
Die Rakete Sayyad-2 ist als modernerer Ersatz für die Sayyad-1-Flugabwehrrakete gedacht, welche ebenfalls für die Bekämpfung von Luftzielen mittlerer Entfernungen konzipiert wurde. Sayyad-2 soll gemäß dem iranischen Verteidigungsministers Hosein Dehqan präziser sein und obendrein zuverlässiger Ziele geringen Radarquerschnitts bekämpfen können. Laut Dehqan ist es mit dieser Rakete problemlos möglich, verschiedene Typen von Marschflugkörpern, Bombern, Drohnen und Militärhubschraubern wirkungsvoll zu bekämpfen. Laut seinen Ausführungen erreicht der Flugkörper eine Geschwindigkeit von 1200 m/s und verfügt über einen Gefechtskopf der Masse 200 kg. Die Reichweite der Rakete sollte – wie das Standard Missile 1-System – etwa 40 Kilometer betragen.
Tatsächlich scheint die Flugabwehrrakete äußerlich weitestgehend auf der US-amerikanischen Standard Missile 1 zu basieren, welche in den 1960er-Jahren entwickelt wurde. Diese Raketen wurden bereits vor der Iranischen Revolution ins Land gebracht. Genauere technische Informationen der Sayyad-2 sind nicht bekannt. Auch das Steuerungs- und Zielerfassungssystem der Rakete ist weitestgehend unbekannt. Dehqan gab an, dass der Lenkflugkörper beim Talash-Flugabwehrsystem Verwendung findet, welches sich in Produktion befinden soll. Unklar ist, welches Radarsystem für Zielortung und Lenkung Verwendung findet.
Es wird vermutet, dass zu diesem Zweck russische oder chinesische Systeme herangezogen werden. Laut iranischen Militärangehörigen sind die Sayyad-2-Flugabwehrraketen mittelfristig bloß als Ergänzung zum sowjetischen Langstrecken-Luftabwehrsystem S-200 zu sehen.
Eine vom Sayyad-2-Flugkörper abgeleitete Rakete ist die Flugabwehrrakete Sayyad-3, welche für Reichweiten von bis zu 200 km konzipiert wurde.
Das am 22. August 2019, dem Tag der iranischen Verteidigungsindustrie, vorgestellte iranische Flugabwehrraketensystem Bavar-373 verwendet die Sayyad-4-Lenkwaffe mit einer Reichweite von 200 km um Kampfflugzeuge, Drohnen, Marschflugkörper und ballistische Raketen zu bekämpfen. Sie gilt als die bislang wohl leistungsstärkste iranische Flugabwehrrakete.

## Einsatz
Neben einer seegestützten Version soll es auch eine landgestützte Version geben. Die Raketen werden hierbei aus Startkanistern auf LKW-Basis gestartet, die optisch den Startbehältern des US-amerikanischen MIM-104 Patriot stark ähneln. Auf Videoaufnahmen waren vier solcher Behälter auf einem LKW montiert.
Am 20. Juni 2019 schossen Angehörige der Iranischen Revolutionsgarde eine amerikanische Aufklärungsdrohne vom Typ RQ-4 Global Hawk über der Straße von Hormuz mit einem Sayyad-2-Lenkflugkörper (SD2C) ab. Die Lenkwaffe wurde mittels des, ebenfalls vom Iran entwickelten, Flugabwehrraketensystem „3. Khordad“ auf den unbemannten Flugkörper abgefeuert.

## Nutzer
- Iran
  - Flugabwehrkräfte der iranischen Armee
  - Flugabwehrkräfte der Iranischen Revolutionsgarde
- Jemen – Huthis (angeblich): Am 26. März 2018 wurden Teile einer Sayyad-2C-Flugabwehrrakete bei einer saudischen Pressekonferenz präsentiert, die angeblich bei einer iranischen Waffenlieferung an die Huthi-Milizen im Jemen von saudischen Sicherheitskräften beschlagnahmt wurden.[5][6]